# Juliana Panizo Rodríguez
Juliana Panizo Rodríguez (Barcial de la Loma, 15 de enero de 1947-Valladolid, 24 de octubre de 2024)fue una paremióloga, lingüista y pedagoga española, autora, entre otras obras, del Refranero temático castellano.

## Biografía
Juliana Panizo Rodríguez nació el 15 de enero de 1947 en Barcial de la Loma (Valladolid). Doctora en Filología Hispánica por la Universidad de Valladolid ejerció como profesora titular de Lengua Española en la Facultad de Educación de dicha Universidad. 
Su memoria de licenciatura versó sobre el habla popular en Tierra de Campos, lo que despertó un primer interés por la fraseología y paremiología, que aumentó con su tesis doctoral: Fórmulas exclamativas, apelativas y de juramento en la literatura española.
Aunque ya había realizado algunos trabajos de divulgación, su contacto con Joaquín Díaz, con quien tiene una fuerte amistad, la llevó a partir de 1983 a publicar numerosos artículos en la Revista de Folklore, que han sido básicos para los estudios posteriores de otros estudiosos de la cultura popular.
Se jubiló anticipadamente en 2005 y vivió unos años en su pueblo, Barcial de la Loma, donde siguió con su labor investigadora y divulgadora del folklore y la cultura castellana, mediante la publicación de artículos en medios regionales.
Desde 2012 hasta su muerte vivió en una residencia en Valladolid en la que aprovechaba su experiencia como maestra y experta en literatura y cultura popular para ayudar en distintas tareas solidarias y de motivación de las personas con discapacidad.
Fue autora de varios libros y numerosos artículos.
Murió en Valladolid el 24 de octubre de 2024 y fue enterrada en su pueblo natal, Barcial de la Loma.

## Línea de investigación
Durante muchos años trabajó directamente con informantes de todas las edades, «de veinticuatro a noventa y seis años», información que contrastaba con las recopilaciones clásicas del refranero español.
Posteriormente clasificó esos refranes por temas dando origen al Refranero temático castellano, trabajo único dentro de la etnografía castellana, con la finalidad de conservar aquellos en vías de desaparecer por haber r cambiado sustancialmente la sociedad agrícola que los originó.

## Premios y reconocimientos
En 2008 recibió el premio Diez por Diez de Tierra de Campos en su modalidad de Literatura.

## Obras
- Los refranes, Valladolid: Obra Cultural de la Caja de Ahorros Popular, 1987, col. Cuadernos Vallisoletanos, n.º 38.
- Enseñanza, aprendizaje y contenidos en los refranes castellanos, Valladolid: Universidad de Valladolid, Secretariado de Publicaciones e Intercambio Científico, 1998.
- El habla de Tierra de Campos, Valladolid: Diputación de Valladolid, 1998.
- Habla y cultura populares de Castilla y León, Valladolid (Rúa Oscura, 4): J. Panizo, 1999.
- Cancionero temático popular, Valladolid (Rúa Oscura, 4): J. Panizo, 1999.
- Refranero temático castellano, Valladolid: Universidad de Valladolid. Secretariado de Publicaciones e Intercambio Editorial, 1999.
- Dichos y otras expresiones coloquiales, Valladolid: J. Panizo, 1999 (Valladolid : Gráf. Andrés Martín).
- Las virtudes en el refranero, Valladolid: J. Panizo, 2000 (Valladolid: MATA), 47 pp.